# 3e division blindée (Australie)
Pour les articles homonymes, voir 3e division.
La 3e division blindée est une formation blindée de l'armée australienne active pendant la Seconde Guerre mondiale.
Créée à l'origine en 1921 sous le nom de 1re division de cavalerie, la formation est convertie en division motorisée au début de 1942, avant d'adopter la désignation blindée en novembre 1942. Partie intégrante de la formation d'armée de réserve australienne, la division entreprend des tâches de garnison en Nouvelle-Galles du Sud puis dans le Queensland et n'a pas été déployée sur le champ de bataille avant sa dissolution à la fin de 1943.